# Tentara Nasional Indonesia Angkatan Udara
La Tentara Nasional Indonesia Angkatan Udara, o TNI-AU, conosciuta anche internazionalmente con la designazione di Indonesian National Air Force, è l'aeronautica militare dell'Indonesia e parte integrante delle forze armate indonesiane.

## Aeromobili in uso
Sezione aggiornata annualmente in base al World Air Force di Flightglobal del corrente anno. Tale dossier non contempla UAV, aerei da trasporto VIP ed eventuali incidenti accorsi durante l'anno della sua pubblicazione. Modifiche giornaliere o mensili che potrebbero portare a discordanze nel tipo di modelli in servizio e nel loro numero rispetto a WAF, vengono apportate in base a siti specializzati, periodici mensili e bimestrali. Tali modifiche vengono apportate onde rendere quanto più aggiornata la tabella.
| Aeromobile                         | Origine          | Tipo                                                                           | Versione (denominazione locale)  | In servizio (2024) | Note | Immagine |
| Aerei da combattimento             |                  |                                                                                |                                  |                    | |          |
| Lockheed F-16 Fighting Falcon      | Stati Uniti      | Caccia intercettoreconversione operativacacciabombardiereconversione operativa | F-16AF-16BF-16CF-16D             | 10195              | 8 F-16A e 4 F-16B block 15 OCU consegnati nel 1989-1990 in base al programma "Pace Bima-Sena I" più ulteriori 9 F-16A block 15 pakistani bloccati da embargo e mai consegnati a questo paese, e consegnati nel 1997, dei quali 10 esemplari sono in servizio al novembre 2018. Nel novembre 2011 in base al programma "Pace Bima-Sena II" sono iniziate le consegne di 24 tra F-16C/D block 25 ex USAF, aggiornati al block 32, che sono stati consegnati a partire dal 2015. |          |
| Northrop F-5 Tiger II              | Stati Uniti      | Caccia da superiorità aereaconversione operativa                               | F-5EF-5F                         | 63                 | Dopo un ordine per 4 F-5E posto nell'agosto del 1978, 8 F-5E e 4 F-5F furono acquisiti nel 1980 assieme ad un primo lotto di 100 missili aria-aria AIM-9J. Sottoposti ad un upgrade (comprendente il rinnovo dell'avionica) tra il 1995 ed il 1999, dalla SABCA, sono 9 gli esemplari in servizio al luglio 2019, che gradualmente saranno ritirati. |          |
| Sukhoi Su-27 Flanker               | Russia           | Cacciabombardiere                                                              | Su-27SKSu-27SKM2                 | 23                 | 2 Su-27SKM Flanker-B consegnati nel 2003, più 3 Su-27SKM2 ordinati nel 2007 e consegnati tra il 2008 ed il 2010. Con gli aerei furono consegnati anche 75 missili aria-aria R-73/AA-11 Archer. |          |
| Sukhoi Su-30 Flanker               | Russia           | Cacciabombardiere                                                              | Su-30MKSu-30MK2                  | 29                 | 2 Su-30MK Flanker-G più un pacchetto di missili R-27/AA-10 Alamo consegnati nel 2003, 3 Su-30MK2 consegnati nel 2008-2010 e 6 Su-30MK2 ordinati nel 2012 e consegnati nel 2013. Quest'ultimo ordine comprendeva anche 60 missili aria-aria R-77/AA-12 Adder, e 30 missili aria-superficie tra Kh-29/AS-14 Kedge, Kh-59M/AS-18 Kazoo e Kh-31P/AS-17 Krypton. |          |
| BAe Hawk                           | Regno Unito      | aereo d'attacco al suolo                                                       | Hawk Mk. 209                     | 21                 | 16 Hawk Mk. 209 monoposto da attacco al suolo ordinati nel 1993 e consegnati tra il 1996 ed il 1998, più ulteriori 16 consegnati nel 1999-2000. I 28 esemplari ancora in organico al luglio 2019, a partire dal 2016, furono sottoposti ad un programma di aggiornamento comprendente un nuovo RWR (Radar Warning Receiver) e migliorie alle capacità di attacco al suolo. |          |
| Embraer EMB 314 Super Tucano       | Brasile          | Aereo d'attacco al suolo COIN                                                  | A-29A                            | 13                 | 16 ordinati nel 2011 in due lotti da 8 esemplari ciascuno, e consegnati tra il 2012 ed il 2016, anno in cui ne è andato perduto uno. Ulteriori due esemplari persi in un incidente il 16 novembre 2023. |          |
| Dassault Rafale                    | Francia          | cacciabombardiere                                                              | Rafale                           | 0                  | 6 Rafale (più 36 opzioni per un fabbisogno totale di 42 esemplari) ordinati il 10 febbraio 2022, con consegne a partire dal 2026. Ulteriori 18 esemplari ordinati il 10 agosto 2023 che hanno portato a 24 il numero degli aerei da consegnare. L'8 gennaio 2024 sono stati ordinati ulteriori 18 esemplari che hanno portato a 42 gli aerei ordinati. |          |
| Aerei per impieghi speciali        |                  |                                                                                |                                  |                    | |          |
| Boeing 737MP Surveiller            | Stati Uniti      | Aereo da pattugliamento marittimo                                              | B737-200MP                       | 3                  | 3 Boeing 737MP Surveiller acquistati nel 1982-1983. |          |
| CASA CN-235 MPA Persuader          | Spagna           | Aereo da pattugliamento marittimo                                              | CN-235MPA                        | 2                  | 2 CN-235 MPA Persuader consegnati. |          |
| PTDI NC-212 Aviocar                | Indonesia Spagna | aereo da ricognizione                                                          | NC-212i                          | 0                  | 4 NC-212i da ricognizione fotografica ordinati a dicembre 2017. |          |
| Aeromobili a pilotaggio remoto     |                  |                                                                                |                                  |                    | |          |
| TAI Anka                           | Turchia          | UAV                                                                            | Anka-S                           | 0                  | 12 Anka-S selezionati a febbraio 2023 e ordinati nel luglio dello stesso anno. |          |
| Aeronautica Aerostar               | Israele          | UAV                                                                            | Aerostar TUAV                    | 4                  | 4 in servizio al luglio 2019. |          |
| CASC Rainbow                       | Cina             | UAV                                                                            | CH-4B                            | 6                  | 6 CH-4B ordinati ad inizio 2019, con consegne iniziate nell'ottobre dello stesso anno. |          |
| Aerei da trasporto                 |                  |                                                                                |                                  |                    | |          |
| Lockheed C-130 Hercules            | Stati Uniti      | Aereo da trasportorifornimento in volo                                         | C-130HKC-130B                    | 201                | 10 C-130B acquistati nuovi nel 1960-1961, più ulteriori 3 di seconda mano. 4 C-130H e 8 C-130H-30 (comprendente 1 L-100/30 per il trasporto VIP) acquistati nuovi tra il 1978 e il 1982, integrati da 9 C-130H ex RAAF tra il 2016 e il 2017. 9 esemplari persi tra il 1964 ed il 2016. |          |
| Lockheed Martin C-130J Hercules II | Stati Uniti      | Aereo da trasporto                                                             | C-130J-30                        | 5                  | 5 C-130J-30 acquistati nel 2019, ma accordo rivelato solo il 10 settembre 2021. Primo esemplare consegnato il 23 febbraio 2023. Secondo esemplare consegnato il 28 giugno 2023. Terzo esemplare consegnato il 15 agosto 2023. Quarto esemplare consegnato a Gennaio 2024, mentre il quinto ed ultimo esemplare consegnato il 16 maggio dello stesso anno. |          |
| CASA CN-235                        | Spagna           | Aereo da trasporto                                                             | CN-235-110                       | 6                  | 6 CN-235-110 consegnati. |          |
| PTDI NC-212 Aviocar                | Indonesia Spagna | Aereo da trasporto                                                             | NC-212-100 NC-212-200MNC-212i    | 92                 | 9 in servizio al luglio 2019. Ulteriori 4 NC-212i da trasporto ordinati a dicembre 2017, il primo dei quali è stato consegnato a gennaio 2021. |          |
| CASA C-295                         | Spagna           | Aereo da trasporto                                                             | CN-295M                          | 9                  | 9 CN-295M consegnati tra il 2012 e il 2015. |          |
| Airbus A400M                       | Unione europea   | aereo da trasporto                                                             | A400M                            | 0                  | 2 A400M ordinati il 18 novembre 2021. |          |
| Boeing 737                         | Stati Uniti      | aereo da trasporto VIPaereo da trasporto                                       | B737-200B737-400B737-500B737-800 | 131                | 1 Boeing 737-500 acquistato nel 2016 e dotato di sistemi di comunicazione e auto-protezione, utilizzato per il trasporto presidenziale. 3 Boeing 737 acquistati tra il 2014 e il 2015 ed utilizzati per il trasporto. |          |
| Boeing 777                         | Stati Uniti      | aereo da trasporto VIP                                                         | B777-300ER                       | 1                  | 1 esemplare consegnato nel 2020 e operato da Garuda Indonesia. |          |
| Fokker F28 Fellowship              | Paesi Bassi      | Aereo da trasporto                                                             | F-28-3000/R                      | 2                  | 2 F-28-3000/R consegnati. |          |
| Cessna 182 Skylane                 | Stati Uniti      | aereo da trasporto leggero                                                     | Cessna 182K                      | 3                  | 3 Cessna 182K consegnati. |          |
| Cessna 207 Stationair              | Stati Uniti      | aereo da trasporto leggero                                                     | Cessna 207T                      | 1                  | 1 Cessna 207T consegnato. |          |
| Dassault Falcon 8X                 | Francia          | aereo da trasporto VIP                                                         | Falcon 8X                        | 1                  | 2 Falcon 8X ordinati, il primo dei quali consegnato il 8 novembre 2023. |          |
| Aerei da addestramento             |                  |                                                                                |                                  |                    | |          |
| BAe Hawk                           | Regno Unito      | Aereo da addestramento                                                         | Hawk Mk.109                      | 7                  | 8 Hawk Mk. 109 ordinati nel 1993 e consegnati tra il 1996 ed il 1998. |          |
| KAI T-50 Golden Eagle              | Corea del Sud    | Aereo da addestramento                                                         | T-50I                            | 14                 | 16 ordinati nel 2011, consegnati tra il settembre 2013 ed il gennaio 2014, uno dei quali è andato perso in un incidente il 20 dicembre 2015 durante un Air Show. Ulteriori 6 T-50I ordinati a luglio 2021. Un ulteriore T-50I è stato perso in un incidente il 18 luglio 2022. |          |
| KAI KT-1                           | Corea del Sud    | Aereo da addestramento                                                         | KT-1B                            | 14                 | 17 KT-1B consegnati in tre lotti. Il primo lotto di 7 aerei ordinato nel 2001 e consegnato tra il 2003 e il 2005. Un secondo ordine per 5 aerei consegnato nel 2007-08. Gli ultimi 7 velivoli ordinati nel 2008 e consegnati tra il 2012 e il 2014. Quattro velivoli persi: uno nel 2010, due nel 2015 e uno nel 2020. Ulteriori 3 esemplari ordinati a novembre 2018, il primo dei quali è stato consegnato il 13 dicembre 2021.                                             |          |
| Aermacchi SF-260                   | Italia           | Aereo da addestramento                                                         | SF-260MSF-260W                   | 18                 | 19 ricevuti di seconda mano dall'Aeronautica di Singapore nel 2002-2003. |          |
| Grob G 120TP                       | Germania         | Aereo da addestramento                                                         | G.120TP                          | 30                 | 18 ordinati nel 2011 e consegnati nel 2013-2014, seguiti da altri 12 entrati in servizio tra il 2016 e il 2018. |          |
| Beechcraft T-34 Mentor             | Stati Uniti      | Aereo da addestramento                                                         | T-34C-1                          | 12                 | 35 T-34C-1 ricevuti. |          |
| PTDI NC-212 Aviocar                | Indonesia Spagna | aereo da addestramento                                                         | NC-212i                          | 0                  | 1 NC-212i da addestramento alla navigazione ordinato a dicembre 2017. |          |
| Elicotteri                         |                  |                                                                                |                                  |                    | |          |
| Airbus H225M Caracal               | Unione europea   | CSAR                                                                           | H225M                            | 14                 | 6 consegnati nel 2016-2017. Ulteriori 8 H225M sono stati ordinati a gennaio 2019 ed entrati in servizio il 1 dicembre 2023. |          |
| Aérospatiale AS 332 Super Puma     | Francia          | elicottero da trasporto                                                        | AS 332L1 AS 332L2                | 27                 | 4 AS 332L1 consegnati tra il 1985 ed il 1987. |          |
| MBB Bo 105                         | Germania         | elicottero utility                                                             | Bo 105                           | 1                  | |          |
| Eurocopter EC 120 Colibri          | Francia          | elicottero da addestramento                                                    | EC 120B                          | 10                 | 15 EC 120B consegnati nel 2001-2003. |          |
| AgustaWestland AW101               | Italia           | elicottero da trasporto                                                        | AW101 VVIP                       | 1                  | 3 AW101 in configurazione VIP ordinati nel 2015. |          |
| AgustaWestland AW139               | Italia           | elicottero utility                                                             | AW139                            | 1                  | 1 AW139 consegnato. |          |
| Airbus Helicopters H145M           | Unione europea   | elicottero da addestramento SAR                                                | H145M                            | 0                  | 4 H145M ordinati a settembre 2024. |          |

## Aeromobili ritirati
- Aérospatiale SA 330J Puma - 11 esemplari (1978-2023)[57][4][1][5]
- Dassault Falcon 7X - 1 esemplare (2022-2023)[58][43]
- BAe Hawk Mk. 53 - 20 esemplari (1980-2015)[1]
- North American Rockwell OV-10F Bronco - 16 esemplari (1976-2012)[1]
- McDonnell Douglas A-4E Skyhawk - 30 esemplari (1980-2003)[59]
- McDonnell Douglas TA-4H Skyhawk - 2 esemplari (1980-2003)[59]
- McDonnell Douglas TA-4J Skyhawk - 2 esemplari (1980-2003)[59]
- Fokker F27
- Pilatus PC-6
- Mikoyan-Gurevich MiG-19F Farmer - 20 esemplari (1961-1970)[60]
- Lavochkin La-11 Fang